# Arapaimidae
Arapaimidae es una familia de peces de agua dulce osteoglosiformes, compuesta por 2 géneros vivientes, con un total de 6 especies, las cuales habitan en aguas cálidas del norte de América del Sur y el centro de África, y son denominadas comúnmente paiches, pirarucúes o arawanas, si bien este último nombre identifica mejor a las verdaderas arawanas: las de la familia Osteoglossidae.

## Taxonomía

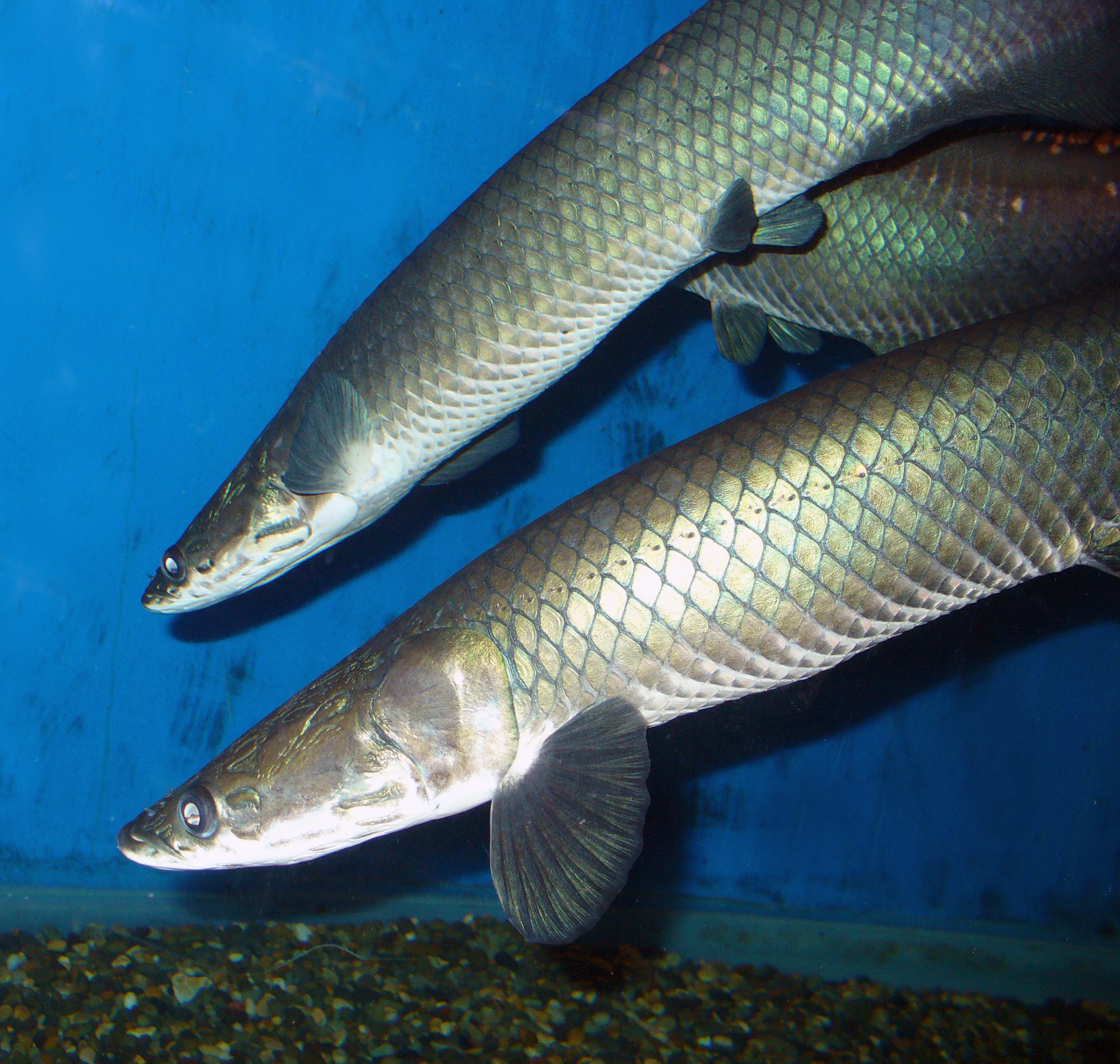
Arapaima leptosoma en un acuario de un zoo de Ucrania.

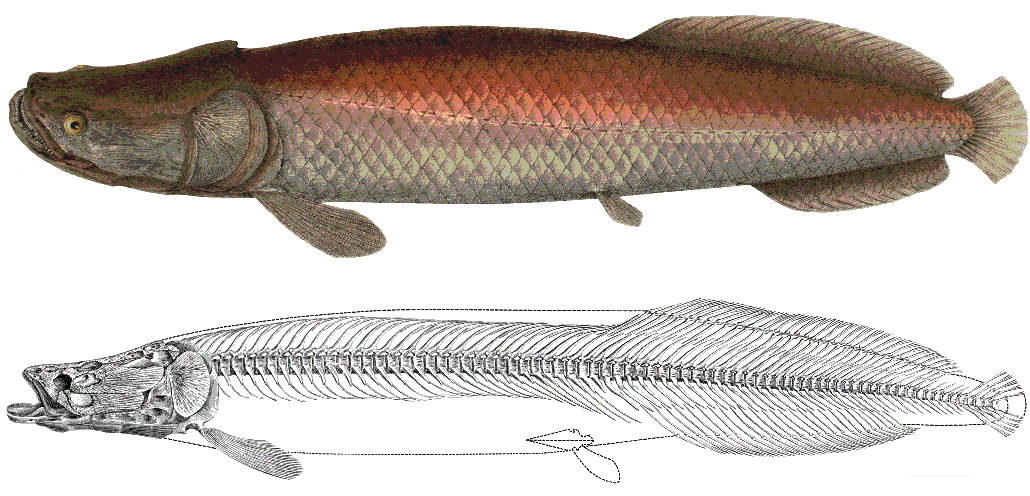
Arapaima agassizii.

Esta familia fue creada originalmente en el año 1846 por el naturalista francés Charles Lucien Bonaparte.
Etimología
Etimológicamente, el nombre Arapaimidae viene de arapaima, que es el término en el idioma tupí-guaraní que los aborígenes usaban para referirse al paiche o pirarucú gigante (Arapaima gigas). 
Subdivisión
Esta familia se subdivide en 2 géneros vivientes, con un total de 5 o 6 especies, las cuales se distribuyen en Sudamérica (en la cuenca del río Amazonas) y en el centro de África (desde Egipto hasta Kenia, por el este, y desde Senegal hasta la República del Congo, por el oeste).
- Género Heterotis  Rüppell, 1828
  - Heterotis niloticus Cuvier, 1829 (arawana africana)
- Género Arapaima J.P. Müller, 1843[2]
  - Arapaima gigas (Schinz, 1822)
  - Arapaima leptosoma D. J. Stewart, 2013
  - Arapaima mapae (Valenciennes, 1847)
  - Arapaima agassizii (Valenciennes, 1847)

Especie dudosa
- Arapaima arapaima (Valenciennes, 1847)

## Características y costumbres
Los arapaímidos son similares en apariencia a los osteoglósidos y, durante mucho tiempo, se los consideró miembros de la misma familia, hasta que fueron divididos, ya que, si bien los integrantes de ambas familias tienen cuerpos alargados y con grandes escamas, los arapaímidos no poseen barbos en el extremo de la mandíbula inferior (como sí exhiben los osteoglósidos), tienen un abdomen casi cilíndrico (muy comprimido en los osteoglósidos), y presentan una boca relativamente pequeña, con una apertura horizontal.
Un estudio genético concluyó que el linaje de la familia Arapaimidae se separó de la familia Osteoglossidae (la que incluye a los arawanas sudamericanos, asiáticos y australianos) hace unos 220 millones de años, durante el Triásico tardío.
Poseen escamas muy grandes; cuentan con órganos que les permiten el poder respirar el aire directamente de la atmósfera de manera obligada, el cual entra por su boca.
Viven en aguas tropicales de agua dulce.
Mientras que el arawana africano tiene una boca más terminal y es el único que se alimenta ampliamente de plancton, los arapaimas sudamericanos son de hábitos alimenticios netamente carnívoros, con una dieta centrada en peces, crustáceos, e incluso pequeños animales terrestres que caminan en las orillas.  
La familia incluye algunas de las especies más grandes entre los peces de agua dulce de todo el mundo. El pirarucú (Arapaima gigas) puede llegar a mediar 450 cm de largo y pesar 200 kg.
Dado su curioso aspecto y enorme tamaño, algunas de sus especies son exhibidas en acuarios públicos.